# Thamnaconus modestoides
Thamnaconus modestoides és una espècie de peix de la família dels monacàntids i de l'ordre dels tetraodontiformes.

## Morfologia
- Els mascles poden assolir 30 cm de longitud total.[4]

## Hàbitat
És un peix marí, de clima temperat i associat als esculls de corall que viu entre 73-200 m de fondària.

## Distribució geogràfica
Es troba a Sud-àfrica, el Japó i el nord-oest d'Austràlia.

## Observacions
És inofensiu per als humans.